# Президент Французской Полинезии
Президент Французской Полинезии  является главой правительства Французской Полинезии, чью политику он представляет и проводит.
Его полномочия регулируются разделом 1 главы I, разделом IV органического закона № 2004-192 с изменениями от 27 февраля 2004 года, касающимся статуса автономии этого заморского сообщества Французской Республики. Он избирается большинством в Ассамблее Французской Полинезии после ее обновления в результате всеобщих выборов или после голосования, выражающего недоверие, или после отставки предыдущего президента. В случае увольнения, препятствия в деятельности, отставки или смерти его преемником становится вице-президент Французской Полинезии, обеспечивая переходный период до избрания нового президента.
В настоящее время президентом Французской Полинезии является Эдуар Фрич, который был избран Ассамблеей 16-го созыва 12 сентября 2014 года. 18 мая 2018 года он был переизбран Ассамблеей 17-го созыва.

## История
12 июля 1977 года Французская Полинезия получила статут, вводивший на её территории так называемую "автономию управления" (autonomie de gestion). В 1982 году во Франции был принят закон о децентрализации управления (т.н. закон Деффера), согласно которому ряду заморских территорий постепенно должна быть предоставлена внутренняя автономия. 9 сентября 1984 года такой статус был предоставлен Французской Полинезии. В частности, правительственным советникам было присвоено наименование министров, а глава правительства территории стал называться председателем (Président du gouvernement). Первым этот титул носил Гастон Флосс.
28 марта 2003 года во Франции началась конституционная реформа, в соответствии с которой ряду бывших заморских территорий, в т.ч. Французской Полинезии, был предоставлен статус заморского сообщества с расширением автономии. с 2004 года председатель правительства территории стал называться президентом Французской Полинезии и его начали выбирать депутаты Ассамблеи в соответствии со статьёй 69 статута.
С 2004 по 2014 годы пост президента переходил из рук в руки 12 раз, что было вызвано значительной политической нестабильностью во Французской Полинезии. Однако 5 сентября 2014 года тогдашний президент Гастон Флосс был осуждён по делу о фиктивном трудоустройстве и президент Франции Франсуа Олланд отказался его помиловать. 12 сентября 2014 года Ассамблея Французской Полинезии избрала президентом Эдуара Фрича, который наконец смог заручиться поддержкой абсолютного большинства депутатов и в 2018 году добился переизбрания на этот пост.

## Президентские выборы
Президент Французской Полинезии избирается депутатами Ассамблеи Французской Полинезии из числа её членов на срок 5 лет. Выборы должны состояться в течение 15 дней с момента первого заседания вновь избранной Ассамблеи. Выборы проводятся тайным голосованием.
1. Подача заявок.
Все кандидатуры передаются председателю Ассамблеи не позднее, чем за сутки до первого тура голосования. Для победы кандидат должен получить не менее половины голосов депутатов (29 из 57). В случае второго тура процедура повторяется, причём могут быть поданы новые заявки. Они передаются председателю Ассамблеи не менее, чем за 3 часа до начала голосования.
2. Условия кворума.
Ассамблея приступает к выборам президента Французской Полинезии при условии присутствия 3/5 депутатов. Если перед первым туром голосования кворума нет, то Ассамблея должна собраться через 3 дня, не считая воскресенья и праздничных дней и провести первый тур голосования независимо от числа присутствующих депутатов.
3. Абсолютное большинство депутатов или абсолютное большинство поданных голосов.
Если после двух туров голосования ни один из кандидатов не получает абсолютного большинства голосов, то проводится третий тур, победителем которого становится кандидат, получивший простое большинство голосов депутатов. Голосование личное.

## Канцелярия президента
Президент Французской Полинезии имеет кабинет, состоящий из:
- директора кабинета;
- заместителя директора кабинета;
- руководитель аппарата;
- специальные или технические советники;
- менеджеры проектов.

Некоторые сотрудники могут не зависеть от директора кабинета и напрямую связаны с президентом Французской Полинезии. Члены кабинета политически близки к президенту и избираются в личном качестве. Они свободно назначаются и заменяются президентом. Их мандат заканчивается одновременно с мандатом президента.
Кроме того, президенту подчинён целый ряд административных служб (не наделенные правосубъектностью, эти службы «находятся под управлением»), работающие в связанных с ним секторах. В принципе, все эти службы приписаны президенту, но на самом деле большая часть из них, путем делегирования полномочий, закреплена за министерствами.
Некоторые службы логически, а иногда и в обязательном порядке, такие как служба международных отношений, подчиняются президенту Полинезии, например:
- Генеральная инспекция территориального управления;
- генеральный секретариат правительства;
- служба протокола;
- начальник протокола;
- служба приема.

## Окончание мандата, вакансии и исполнение обязанностей
Президентский мандат длится 5 лет и может быть досрочно прекращён в случаях принятия Ассамблеей Французской Полинезии вотума недоверия, смерти президента, добровольной или автоматической отставки или препятствий к исполнению президентом своих обязанностей. В случае досрочного прекращения мандата президентские обязанности исполняет вице-президент Французской Полинезии, обеспечивая переходный период до избрания нового президента.

## Полномочия
Президент Французской Полинезии:
- представляет страну на международной арене;
- подписывает международные конвенции, лежащие в сфере компетенции Французской Полинезии;
- публикует в Официальном журнале Французской Полинезии акты различных учреждений Французской Полинезии;
- назначает министров, определяет их функции и полномочия, принимает решения об изменении состава правительства;
- созывает и возглавляет Совет министров, определяет его повестку дня.

В рамках своих отношений с Ассамблеей Французской Полинезии президент должен быть проинформирован о:
- повестке дня работы Ассамблеи Французской Полинезии и ее законодательных комитетов;
- отставке любого депутата.

Кроме этого президент Французской Полинезии:
- возглавляет администрацию;
- может принимать различные нормативные акты;
- обладает правом назначения госслужащих;
- является уполномоченным лицом бюджета страны, и эта власть может быть делегирована;
- осуществляет консультативные полномочия: консультирование коллегии экспертов по земельным вопросам, консультирование административного суда;
- консультируется с Верховным комиссаром по вопросу о положении некоторых должностных лиц;
- может заключать соглашения с коммунами и с государством;
- может обнародовать законы страны;
- должен быть проинформирован Верховным комиссаром о принятии определенных мер (поддержание порядка, введение чрезвычайного положения, приказы о высылке иностранцев);
- связан с определенными мерами, принимаемыми Верховным комиссаром в вопросах гражданской безопасности;
- обязан передавать определенные акты Верховному комиссару (акт, связанный с проведением референдума, акты, требующие контроля соблюдения законности);
- должен также согласовывать с министром по делам заморских территорий Франции акты, находящиеся в сфере применения статьи 31 статутного органического закона;
- возглавляет совместно с Верховным комиссаром местный финансовый комитет, который управляет межмуниципальным уравнительным фондом (по статье 72-2 Конституции Франции);
- удостоверяет исполнение его действий;
- обладает различными полномочиями в вопросах внешних сношений (может принимать определенные акты и осуществлять дипломатические полномочия, вести переговоры об открытии представительств страны и приступать к назначению представителей);
- может осуществлять полномочия, которые делегированы ему Советом министров в соответствии со статьей 92 статутного органического закона.

## Резиденция
Президентский дворец расположен в бывших казармах Брош, расположенных на проспекте Пуванаа-а-Оопа в Папеэте, здании, построенном колониальной администрацией между 1885 и 1890 годами. Он служил военными казармами в 1905 году и с 1921 по 1996 год.
В 1996 году Гастон Флосс начал реставрацию и реконструкцию казарм для подготовки офисов и помещений для размещения президентской власти Французской Полинезии. Обновлённый дворец был открыт 28 июня 2000 года.

## Вознаграждение
Президент Французской Полинезии получает вознаграждение в размере 6 336,96 евро (756 200 франков КФП), к которому добавляются 1 336,87 евро на представительские расходы (159 531 франк КФП).